# Seychellenwever
De seychellenwever (Foudia sechellarum) is een zangvogel uit de familie Ploceidae (wevers en verwanten).

## Verspreiding en leefgebied
Deze soort is endemisch op de Seychellen, met name Cousin, Cousine en Frégate.